# 동아오츠카
동아오츠카(東亞–(大塚) 株式會社, 일본어: 東亜大塚)는 청량 음료 제조를 주요 사업으로 하는 대한민국의 식품회사다. 동아제약과 일본 오츠카 제약의 제휴에 의해 성립되었다. 동아제약 식품사업부에서 1979년에 분리되어 동아식품으로 설립되었으며, 1992년 현재의 상호로 변경하였다. 한국오츠카제약과 직접적인 관계는 없다.

## 판매 상품
- 포카리 스웨트
- 블랙빈티
- 오란씨
- 오라떼
- 데미소다
- 나랑드 사이다
1970년대에 잠시 나왔다가 중단된 적이 있었다. 무설탕으로 나오는 지금과는 달리 당시에는 설탕이 첨가된 제품이었다. 2018년에 4Zero 무첨가인 나랑드 사이다 제로가 출시하였다.
- 네이처시크릿
- 멀티비타
- 데자와
- 컨피던스
- 허니레몬
- 코카스
- 로얄디
- 에네르겐
- 싱글카페
- 화이브미니
- 오로나민C
- 마신다
2008년에 출시되었으며, 원래이름은 폰타나였으나 샘표와의 상표분쟁에서 져서 2010년에 현재의 이름으로 바꿔 출시하였다.
- 데자와 로얄밀크티
- 디카페(d-cafe) 오리지널, 아메리카노
- 이카리아 커피

## 같이 보기
- 동아제약
- 오츠카 제약